# ميل دينيسين
مِيْلَه دينيسين (بالدنماركية: Mille Dinesen)‏ هي ممثلة دانمركية، ولدت في 17 مارس 1974 في الدنمارك. اشتهرت بلعب دور البطولة في فيلم Nynne (٢٠٠٥)، كما اشتهرت أيضاً بلعب دور البطولة في مسلسل Rita (٢٠١٢-٢٠٢٠).

## وصلات خارجية
- ميل دينيسين على موقع IMDb (الإنجليزية)
- ميل دينيسين على موقع ألو سيني (الفرنسية)
- ميل دينيسين على موقع أول موفي (الإنجليزية)
- ميل دينيسين على موقع قاعدة بيانات الأفلام السويدية (السويدية)
- ميل دينيسين على موقع قاعدة بيانات الفيلم (الإنجليزية)
- ميل دينيسين على موقع كينوبويسك (الروسية)